# Холоша Олена Анатоліївна
Холоша Олена (нар. 26 січня 1982, Черкаси) — українська спортсменка, змагається в стрибках у висоту. Майстер спорту України міжнародного класу.

## Біографія
Олена Холоша народилася 26 січня 1982 року в місті Черкаси. По закінченні школи вступила до Черкаського національного університету імені Богдана Хмельницького на факультет фізичної культури. Перший тренер — Микола Бас.
2012 року Олена виграла бронзову медаль на чемпіонаті Європи з легкої атлетики в Гельсінкі, підкоривши висоту 1 м 92 см. 
Входила до складу української збірної на літніх олімпійських іграх в Лондоні; підкоривши висоту 1 м 90 см, посіла 15 місце.